# Georg Geißler
Georg Geißler (* 22. September 1902 in Eberstadt; † 1. April 1980 in Hamburg) war ein deutscher Pädagoge.

## Leben

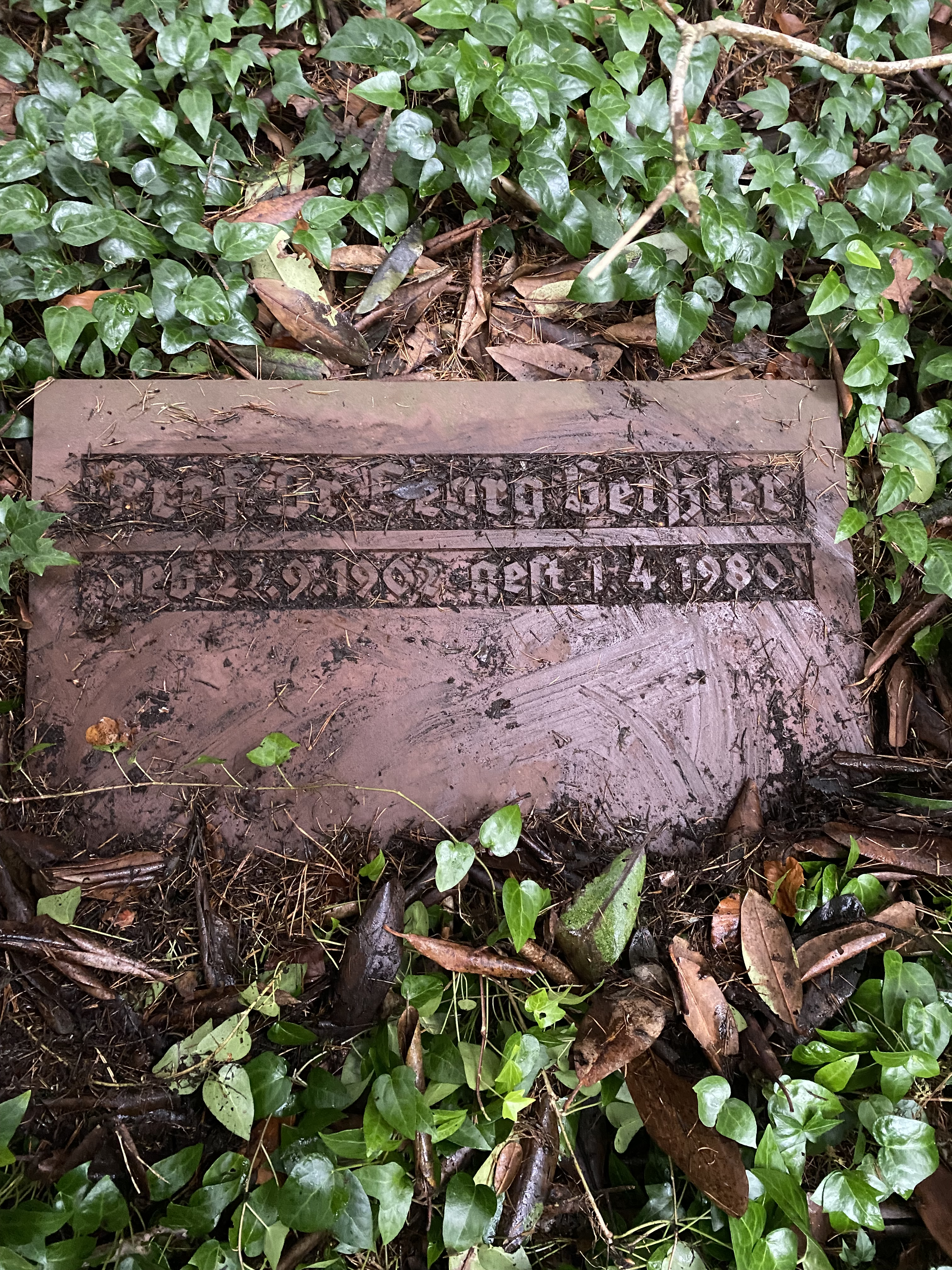
Kissenstein für Georg Geißler auf dem Friedhof Ohlsdorf

Nach dem Besuch der Eberstädter Volksschule 1908 bis 1916 absolvierte er das Lehrerseminar und unterrichtete ab 1924/25 in Sprendlingen. Von 1925 bis 1929 studierte er Philosophie, Geschichte, Pädagogik und Psychologie in Frankfurt am Main und Göttingen bis zur Promotion bei Herman Nohl im September 1929. Sein Beitrag zur Autonomie der Pädagogik zog eine Linie von Rousseau als dem Anwalt der Kindheit gegen die Einflussnahme der Welt bis in die Gegenwart der geisteswissenschaftlichen Pädagogik, der es um die "Menschenbildung" gehe.
Dann wurde er in Hamburg Assistent unter Wilhelm Flitner und 1931 als Dozent an die Pädagogische Akademie Halle (Saale) berufen. Mit deren Teilabbau 1932 verlor er die Stelle wieder und wurde Rektor einer Schule. Er wurde als Psychologe in der militärischen Eignungsprüfung der Luftwaffe tätig. 1947 wurde er am hessischen Pädagogischen Institut Darmstadt-Jugenheim eingestellt und 1950 ao. Professor, doch im gleichen Jahr nach Hamburg berufen.
Geißler lehrte von 1950 bis 1969 als ordentlicher Professor für Erziehungswissenschaft an der Universität Hamburg. Dabei war er Vorsitzender des Schulausschusses der Westdeutschen Rektorenkonferenz von 1961–1964. In der Lehrerbildung sprach er sich für eine Universitätsausbildung der Volksschullehrer aus.
Georg Geißler verstarb in Hamburg und wurde auf dem dortigen Friedhof Ohlsdorf im Planquadrat Y 23 beigesetzt.

## Schriften
- Autonomie der Pädagogik, Langensalza 1929 [=Dissertation in Göttingen]
- Das Problem der Unterrichtsmethode in der pädagogischen Bewegung, Weinheim 1955 u.ö. ISBN 3-407-25158-0